# منچن-کولونگا
منچن-کولونگا (به لاتین: Męczyn-Kolonia) یک روستا در لهستان است که در گمینا موکوبوده واقع شده‌است.